# Loi sur l'indépendance de Nauru de 1967
Lire en ligne

texte de loi

La loi sur l'indépendance de Nauru de 1967  est une loi du Parlement australien qui a abouti à l'indépendance de Nauru et à la fin de son statut de territoire sous tutelle des Nations unies administré par l'Australie.
La loi autorise le gouvernement australien à proclamer une date pour l’indépendance de Nauru – fixée ultérieurement au 31 janvier 1968 – à laquelle l’Australie renonce à toute autorité sur Nauru, toute la législation australienne relative à Nauru se trouvant alors abrogée. Ce texte autorise également le Conseil législatif de Nauru à convoquer une convention constitutionnelle et à promulguer une constitution nationale.

## Contexte
L'Australie administre l'ancienne colonie allemande de Nauru depuis sa prise en 1914, à l'exception de la période d'occupation japonaise pendant la Seconde Guerre mondiale. En 1947, Nauru est placé sous tutelle des Nations unies, l'Australie étant désignée comme « autorité administrante ». Ce mandat a remplacé un mandat largement similaire de la Société des Nations
L'administration australienne de Nauru est assurée par un administrateur nommé par le gouvernement fédéral, responsable devant le ministre des Territoires et conseillé par le Conseil de gouvernement local de Nauru, élu par les Nauruans et institué en 1951. Ce gouvernement local, dirigé successivement par Timothy Detudamo et Hammer DeRoburt, commence à rechercher une plus grande autonomie pour l'île avec en vue l'indépendance. Cet objectif est initialement rejeté par l'Australie en raison de préoccupations concernant l'avenir de la British Phosphate Commission (BPC), la société australienne exploitant les gisements de phosphate de Nauru.
En décembre 1965, le Parlement australien adopte la loi de Nauru de 1965, qui organise la mise en place d'un Conseil législatif élu localement avec le pouvoir de prendre des ordonnances locales (sous réserve d'un veto par l'administrateur et le gouvernement australien) et d'un conseil exécutif ayant un rôle de conseil auprès de l'administrateur. Le conseil exécutif continue de faire pression pour une indépendance totale de Nauru et, en décembre 1966, l'Assemblée générale des Nations unies décide de soutenir cette position. Une dernière série de négociations se tient à Canberra, en avril 1967, et aboutit à l'acceptation par le gouvernement australien d'une indépendance politique totale et à un transfert progressif des actifs de la BPC qui deviennent propriété de Nauru. L'accord sur l'industrie du phosphate de l'île de Nauru est signé en juin 1967.

## Législation
Le 24 octobre 1967, le ministre des territoires australiens, Charles Barnes, annonce dans une déclaration à la Chambre des représentants australienne qu'une « indépendance totale et sans réserve » sera accordée à Nauru. Barnes présente ensuite le projet de loi sur l'indépendance de Nauru de 1967 à la Chambre des représentants le 26 octobre 1967. Après son adoption par la Chambre des représentants et le Sénat, la sanction royale à la loi est accordée le 10 novembre 1967. L'indépendance de Nauru bénéficie d'un soutien bipartisan en Australie, bien que le sénateur Magnus Cormack a été sceptique quant au succès de cette indépendance, de Nauru, prédisant que l'île deviendrait « le plus grand bidonville des océans du monde » lorsque les réserves de phosphate s'épuiseraient .
La loi comprend quatre articles. L'article deux de la loi autorise le gouvernement australien à décider d'une date pour le « Jour de l'indépendance de Nauru », qui est par la suite fixée au 31 janvier 1968, après consultation des dirigeants nauruans. L'article trois de la loi donne au Conseil législatif de Nauru le pouvoir de prendre « une ordonnance établissant une convention dans le but d'établir une constitution pour Nauru », et l'article quatre prévoit que l'entièreté de la législation australienne existante cessera de s'appliquer à Nauru « à l'expiration du jour précédant le jour de l'indépendance de Nauru » et acte le renoncement à toute autorité australienne sur Nauru.

## Conséquences
Après l’adoption de la loi, le Conseil de tutelle des Nations unies  convoque une session extraordinaire en novembre 1967 qui approuve la voie vers l’indépendance et confirme que l’accord de tutelle de 1947 prendra fin à l’accession à l’indépendance.
La Convention constitutionnelle de Nauru se réunit en janvier 1968, à la suite d'élections en décembre 1967. La Convention constitutionnelle adopte à l'unanimité la version finale de la Constitution de Nauru le 29 janvier 1968, quelques jours après les élections parlementaires nauruanes de 1968 qui voient l'élection des premiers membres de la nouvelle Assemblée législative. Les célébrations du Jour de l'Indépendance de Nauru ont lieu sur l'île le 31 janvier 1968, en présence du gouverneur général australien Richard Casey et du secrétaire général adjoint de l'ONU Issoufou Saidou-Djermakoye.